# Lacinipolia ascula
Lacinipolia ascula là một loài bướm đêm trong họ Noctuidae.